# Zdeněk Morávek
Zdeněk Morávek (* 1956) je bývalý český fotbalista, obránce.

## Fotbalová kariéra
V československé lize hrál za Škodu Plzeň. Nastoupil ve 4 ligových utkáních, gól v lize nedal. Do Škody Plzeň přestoupil z TJ ČSAD Plzeň.

## Ligová bilance
| Ročník                                   | Zápasy | Góly | Klub        |
| ---------------------------------------- | ------ | ---- | ----------- |
| 1. československá fotbalová liga 1976/77 | 4      | 0    | Škoda Plzeň |
| CELKEM 1. liga                           | 4      | 0    |             |